# Noor Planje
L.C.F. (Noor) van den Heuvel-Planje (2 augustus 1946) is een Nederlands politicus van de VVD.
Ze was, evenals haar vader, wethouder in Roermond.  In november 1990 werd ze benoemd tot burgemeester van Kessel. Later werd bekend dat haar belastingformulieren onjuist waren ingevuld en dat ze een schikking betaald had van tienduizend gulden (ruim 4500 euro). In 1997 werd ze de burgemeester van de Noord-Brabantse gemeente Heeze-Leende die op 1 januari van dat jaar ontstond bij een gemeentelijke herindeling. In de zomer van 2004 kwam het onafhankelijk onderzoekbureau BMC tot de conclusie dat het financiële beleid van de gemeente niet in orde was en dat ze niet goed zou functioneren. Hierop nam de gemeenteraad een motie van wantrouwen tegen haar aan waarna ze zich ziek meldde en Jaap van der Linde als waarnemend burgemeester werd benoemd. Na overleg werd overeengekomen dat ze op eigen verzoek in september 2005 vervroegd met pensioen zou gaan. Daarna raakte ze betrokken bij een adviesbureau.